# Christianskyrkan
Christianskyrkan (färöiska: Christianskirkjan) är en kyrka i Klaksvík, Färöarna som stod färdig år 1963. Kyrkan har fått sitt namn efter kung Kristian X av Danmark och ritades av Peter Koch. Glaskonsten utfördes av den danska konstnären Ulrikke Marssen.
Kyrkan är huvudsakligen byggd av färöisk sten, trä och skiffer. Klocktornet är separat från huvudbyggnaden. Huvudingången finns i den västra gaveln, liksom ett träkors och ett runt mosaikfönster. I taket hänger en åttamannabåt byggd 1890 som har varit prästbåt.
Altartavlan Hin stóra kvøldmáltíðin är ditflyttad från Viborgs domkyrka i Danmark och utförd av Joakim Skovgaard 1901. Den restaurerades 2012 lagom till 50-årsjubileet 2013. Till jubileet bidrog även Edward Fuglø och Sjúrður Sólstein med en serie med tio målningar med scener från Jesus liv som heter Jesus från Nasaret. Dopfunten av granit är en ursprungligen hednisk offerskål som hittades i en kyrkoruin på den norra delen av Själland och skulle kunna vara upp emot 4 000 år gammal. Den skänktes till kyrkan av Danmarks nationalmuseum.

## Galleri

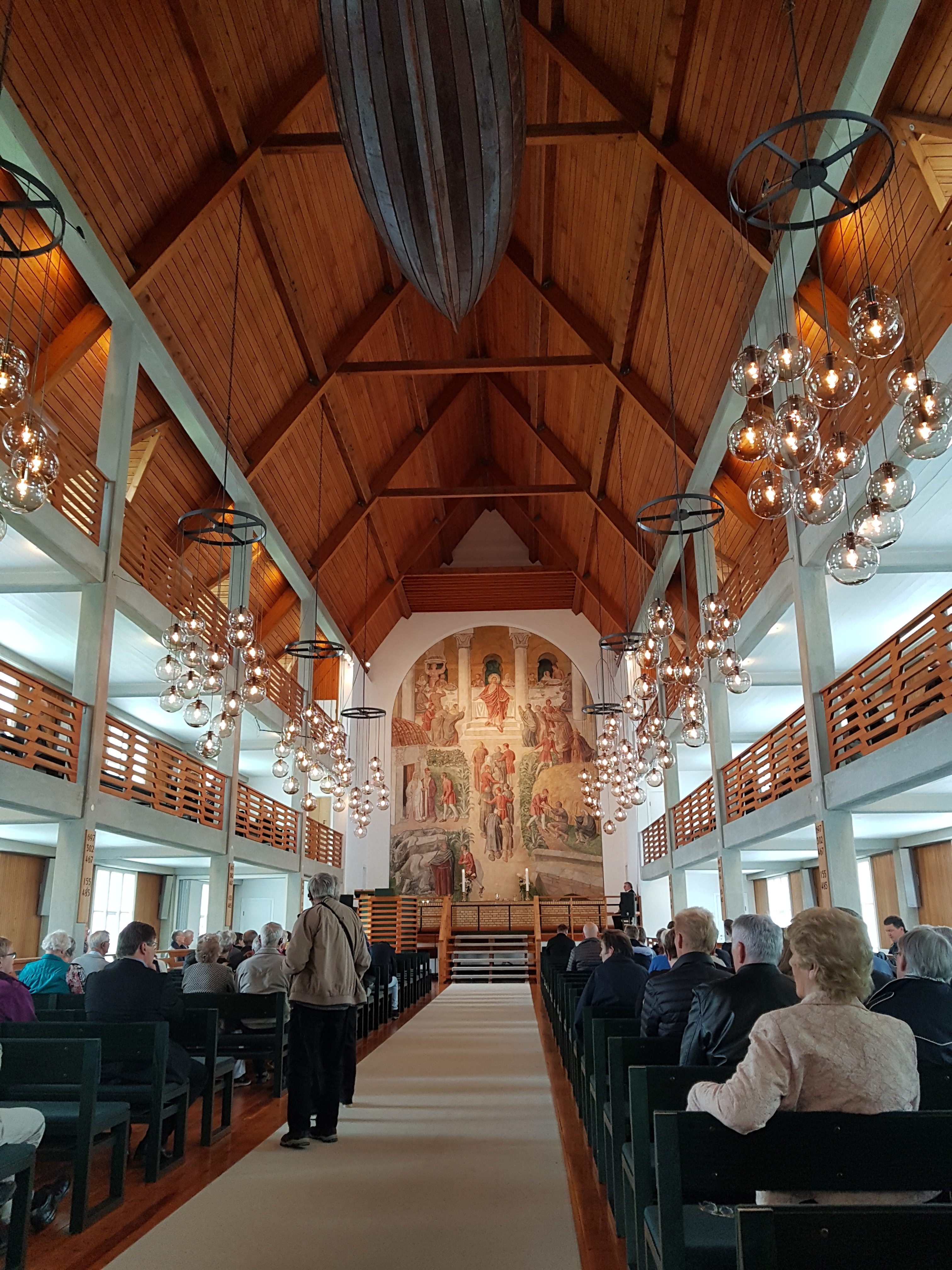
Insidan av kyrkan
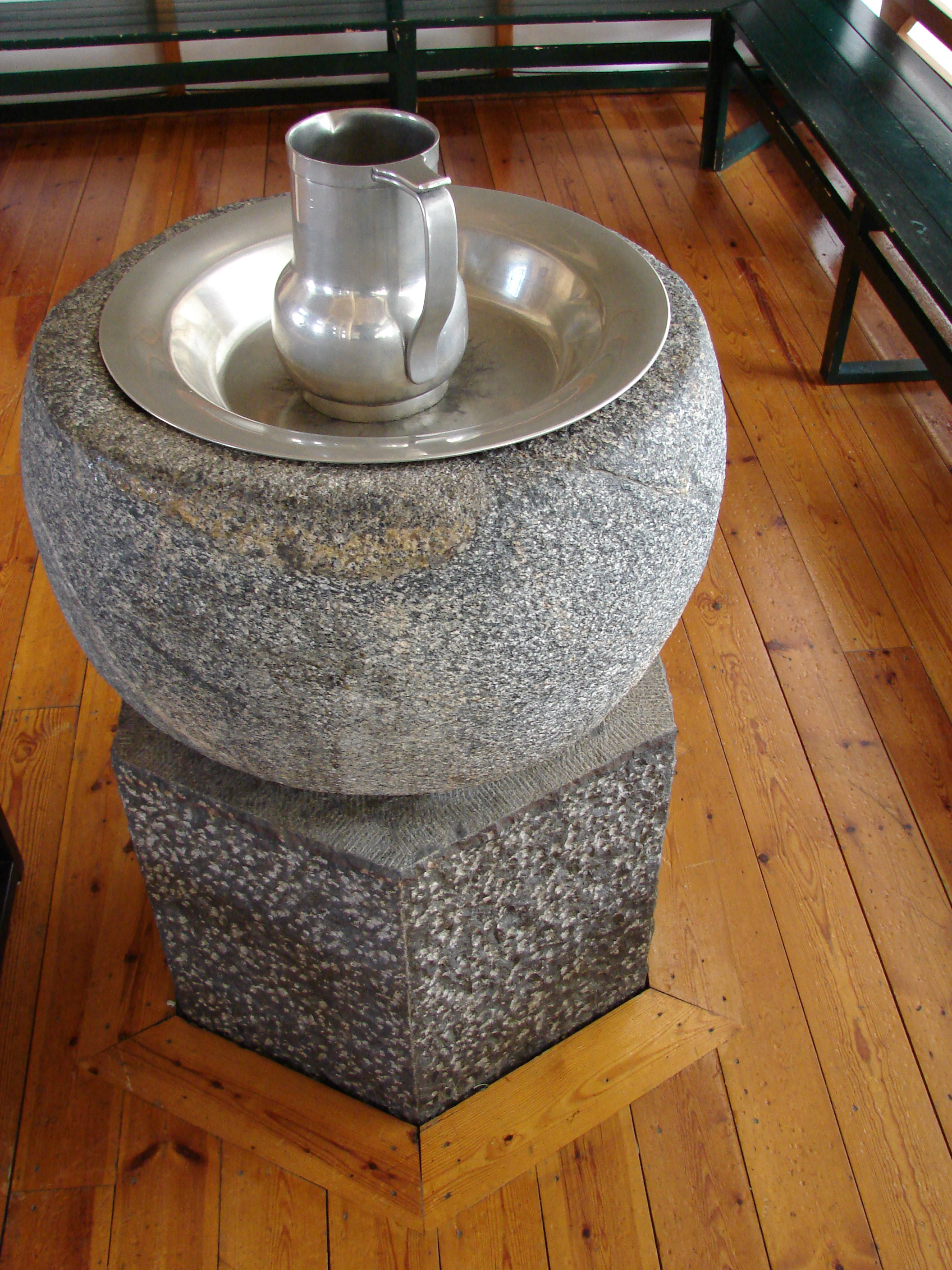
Dopfunten